# Ованнес Тавушеці (Ванакан)
Ованнес (Іованнес) Тавушеці відомий як вардапет Ванакан (вірм. Վանական Վարդապետ Տավուշեցի 1181–1251) — вірменський історик і богослов XIII століття, діяч вірменської церкви.

## Біографія
Народився в провінції Тавуш. Був учнем Мхітара Гоша в монастирі Нор-Гетик. Відомий своєю плідною літературною, а також педагогічною діяльністю, автор багатьох праць, засновник вищої школи при монастирі Монастир Хоранашат. Зі згадок його учнів виявляється, що Ванакан залишив нащадкам історичну працю, присвячену татаро-монгольській навалі («Історія монголів»), яка в даний час вважається втраченою і лише в уривках цитується його учнями Кіракосом, Варданом і Магакієм. У 1236 році, разом з учнями, потрапив в полон до монголів, був звільнений через кілька місяців завдяки викупу, зібраному жителями фортеці Гаг.
Ванакан був центральною фігурою средневічної вірменської педагогіки. З його учнів нам відомі Вардан Аревелці, Кіракос Гандзакеці, Григір Акнерці, Ісраел Хаченці та деякі інші діячі середньовічної вірменської культури.

## Праці
Спадщина Ованнеса Тавушеці значна і різноманітна. Це і тлумачення на Старий і Новий Заповіти (найоб'ємнішим є «Тлумачення на книгу Іова»), проповіді, енкомії. Про його загубленому історичну працю повідомляють Вардан Аревелці та Кіракос Гандзакеці (можливо для останніх служила історичним джерелом). Праця була історією Вірменії з найдавніших часів до першої половини XIII століття. Найважливішим збереженим твором є книга запитань і відповідей — еротематичний збірник. Вона є енциклопедією історії вірменської культури до XIII століття.